# Blacklight: retribution
Blacklight: Retribution és un videojoc de trets multijugador en primera persona amb elements de rol, gratuït, desenvolupat per Zombie Studios i distribuït en línia per Hardsuit Labs. El joc, amb un ambient futurista, localitza a jugador en diferents escenaris amplis, amb la possibilitat d'adquirir millors armes i avantatges. El seu sistema de joc recorda al conegut Counter Strike, però amb uns gràfics superats per ser un videojoc gratuït. A més de comptar amb un ampli arsenal, el jugador pot personalitzar pràcticament tot, des del seu avatar fins al seu fusell. En tenir aquesta opció, cada jugador és únic, fins i tot la seva pròpia arma. Però totes aquestes millores costen un preu, ja sigui en moneda del joc "GP", o via "Zen" arribant a ser un joc Pay to Win, encara que segueix sent generalment Free to play.En l'E3 de 2011 va ser anunciat, mostrant el seu motor Unreal, que el convertia en un seriós competidor, fins i tot per als jocs comercials.

## Armes
Les armes d'aquest joc són totalment personalitzables, podent-se canviar: El morrió (pot canviar el dany, retrocés i rang) El canó (pot canviar el dany, el rang de tir i temps d'apunt) la mira, la munició, El tipus de munició i La culata (pot canviar el retrocés, rang de tir, velocitat de moviment i temps d'apunt) Camuflatge (opcional) (No canvia les estadístiques de les armes) Depenent del tipus d'arma i de peces que s'escullin, les estadístiques són influenciables en les partides.
| TOTES LES ARMES PRIMARIES               |
| --------------------------------------- |
| Rifle d'Assalt                          |
| Rifle Ametralladora                     |
| Ametralladora Lleugera                  |
| Rifle de combat                         |
| Subfusil Burstfire                      |
| Fusil M4X                               |
| Rifle Burstfire                         |
| Fusil Furrellat                         |
| Bullup Automatica                       |
| Rifle de Reconeixement Lleuger          |
| AK470                                   |
| Arc compost                             |
| Ametralladora lleugera de reconeixement |
| Rifle Antimaterial                      |
| Rifle d 'Assalt Pesat                   |
| Rifle d' Assalt Tàctic                  |

| TOTES LES ARMES SECUNDARIES |
| --------------------------- |
| Pistola Lleugera            |
| Escopeta                    |
| Pistola Pesada              |
| Revolver                    |
| Pistola Rápida              |
| Pistola Burstfire           |
| Escopeta AR-K               |
| Pistola de cámara carregada |
| Snub 260                    |

| ARMES DEL DEPOSIT         |
| ------------------------- |
| Llançaflames FT18         |
| Llançacoets RL5           |
| Llançacoets Swarm         |
| Llançagranades GL-7       |
| Minigun T56               |
| Torreta desplegable AT-D4 |
| Esquer de Hardsuit HRV    |
| Katana KTN8               |
| RG057 Ghost               |
| Bot d 'Asalt MK1          |
| Atac Aeri A36             |